# 希爾斯伯勒 (印地安納州)
希爾斯伯勒（英語：Hillsboro）是一個位於美國印地安納州方廷縣的城鎮。

## 人口
根據2010年美國人口普查的數據，希爾斯伯勒的面積為0.81平方千米，當中陸地面積為0.81平方千米，而水域面積為0.00平方千米。當地共有人口538人，而人口密度為每平方千米664人。